# Хусаинов, Едиль Сеилханович
Едиль Сеилханович Хусаинов (каз. Еділ Сейілханұлы Құсайынов; род. 24 марта 1955, Алма-Ата, КазССР, СССР) — казахский композитор, исследователь фольклора и мультиинструменталист, игравший на многих казахских музыкальных инструментах, среди которых жетыген, сыбызгы, сазсырнай, шанкобыз и другие народные струнные щипковые инструменты, а также клавишные инструменты а также мастер горлового пения.
Член Союза Композиторов СССР и Казахстана. Заслуженный деятель Казахстана (2021), кавалер ордена «Курмет» (2013).

## Биография
Родился 24 марта 1955 года в Алма-Ате в семье музыкантов. Отец — Сеилхан Хусаинов (1928—2006), казахский дирижёр, композитор. Заслуженный работник культуры Казахской ССР. Мать — Раушан Нурпеисова (род. 1929), советская и казахская кобызистка, кюйши. Заслуженный деятель культуры Казахской ССР.
В 1969 году окончил Гурьевскую музыкальную школу (класс Ольга Александровна Герлах).
В 1970 году поступил в Алма-Атинскую государственную консерваторию по классу фортепиано, которую окончил в 1975 году. (мастерскую народного артиста Казахской ССР, профессора А. В. Бычкова).
С 1982 по 1985 год — инструментальный исполнитель Казахского Государственного Академического фольклорно-этнографического оркестра народных инструментов «Отырар сазы».
С 1985 года — сольный исполнитель Казахского государственного академического оркестра народных инструментов имени Курмангазы.
С 2000 года — преподаватель Казахской Национальной академии искусств имени Темирбека Жургенова.
В настоящее время преподаватель Казахского национального университета искусств (г. Астана).

## Награды
- 1998 — Лауреат Международного конкурса в Австрии
- 2006 — лауреат Национальной премии «Человек года — Алтын Адам»
- 2006 — Почётный нагрудный знак Министерства культуры и информации Республики Казахстана «Деятель культуры Казахстана» (каз. Қазақстанның Мәдениет қайраткері) — за заслуги в культуре и искусстве.
- 2006 (7 декабря) — Медаль «Ерен Еңбегі үшін» (За трудовое отличие)[1][2]
- 2013 (13 декабря) — Указом Президента Республики Казахстан награждён орденом «Курмет» — за значительный личный вклад в развитие музыкального искусства и многолетнюю плодотворную творческую деятельность.[3]
- 2013 (28 ноября) — Почётный знак «За заслуги в развитии культуры и искусства» (Межпарламентская ассамблея СНГ) — за значительный вклад в формирование и развитие общего культурного пространства государств — участников Содружества Независимых Государств, реализацию идей сотрудничества в сфере культуры и искусства[4].
- 2021 (2 декабря) — присвоено почётное звание «Қазақстанның еңбек сіңірген қайраткері» (Заслуженный деятель Казахстана);[5]